# 本通·吉玛尼
本通·吉玛尼（1951年—），老挝政治人物，现任老撾人民民主共和國副主席、老挝人民革命党中央书记处常务书记。曾任政府副总理、乌多姆塞省省长、国家监察署署长兼反贪局局长。

### 书目
- Stuart-Fox, Martin. . Scarecrow Press（英语：Scarecrow Press）. 2008. ISBN 978-0-81086-411-5.